# Spinellus fusiger
Spinellus fusiger är en svampart som först beskrevs av Heinrich Friedrich Link, och fick sitt nu gällande namn av Philippe Édouard van Tieghem 1875. Spinellus fusiger ingår i släktet Spinellus och familjen Phycomycetaceae.   Inga underarter finns listade i Catalogue of Life.

## Källor

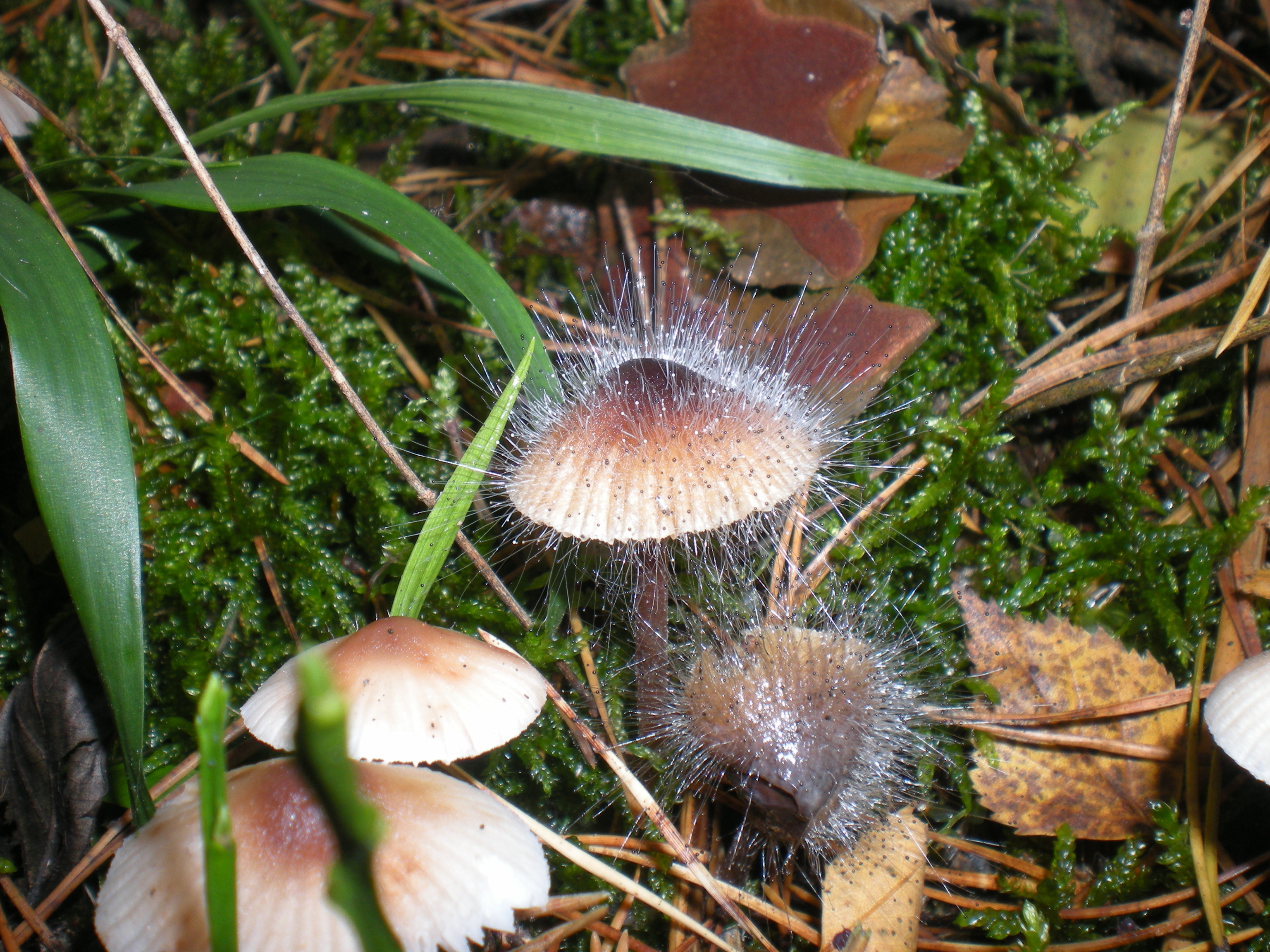
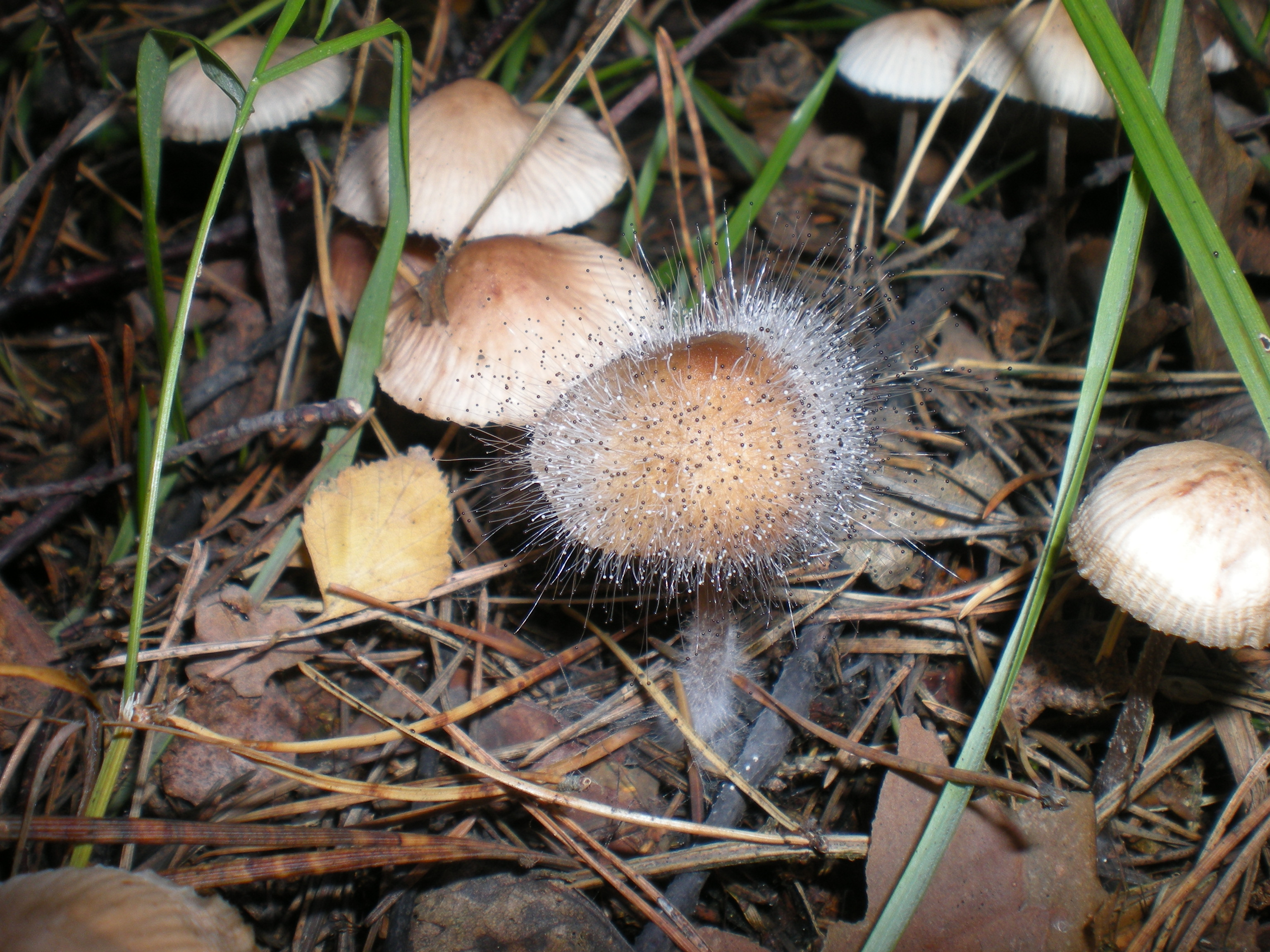
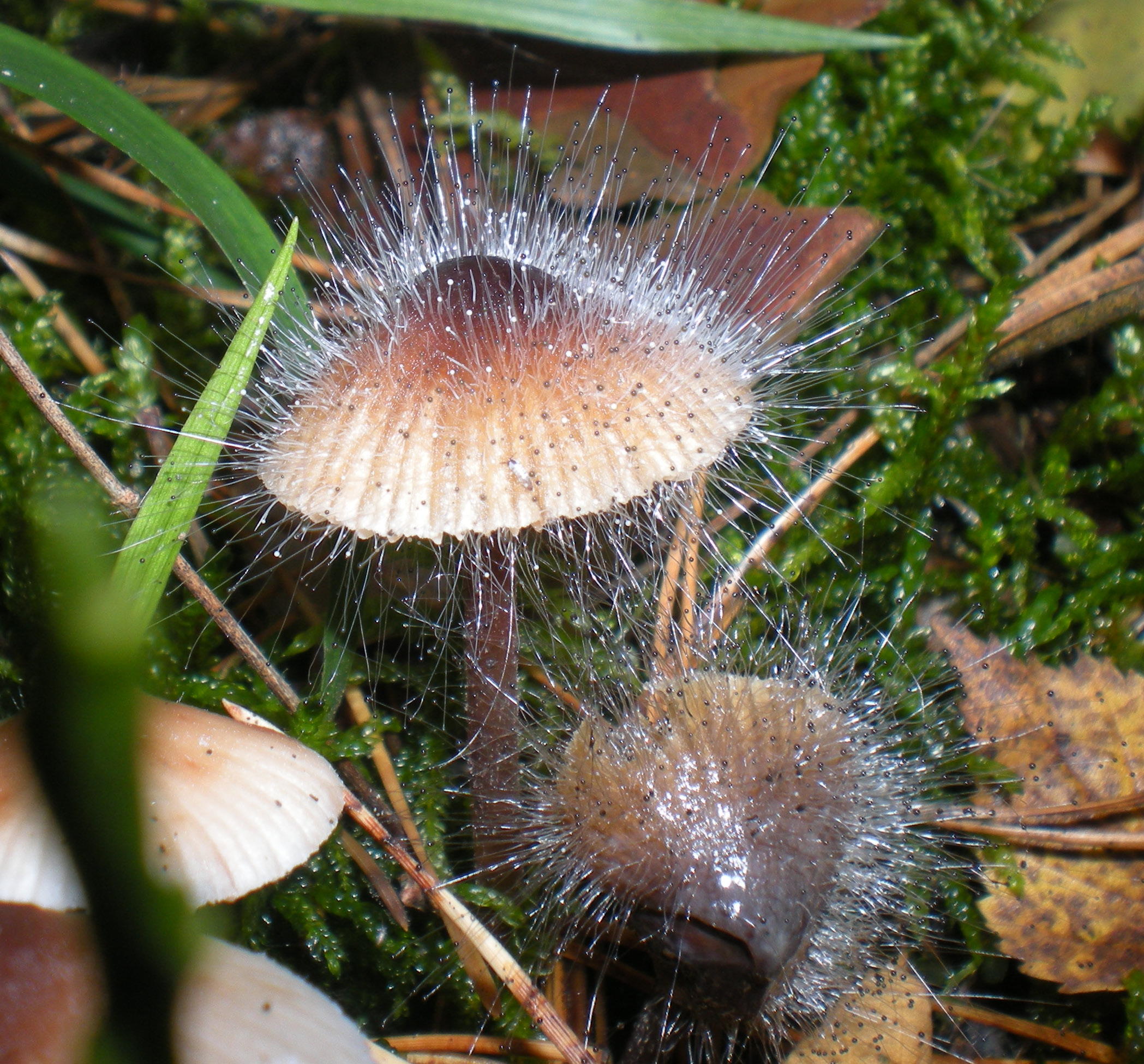
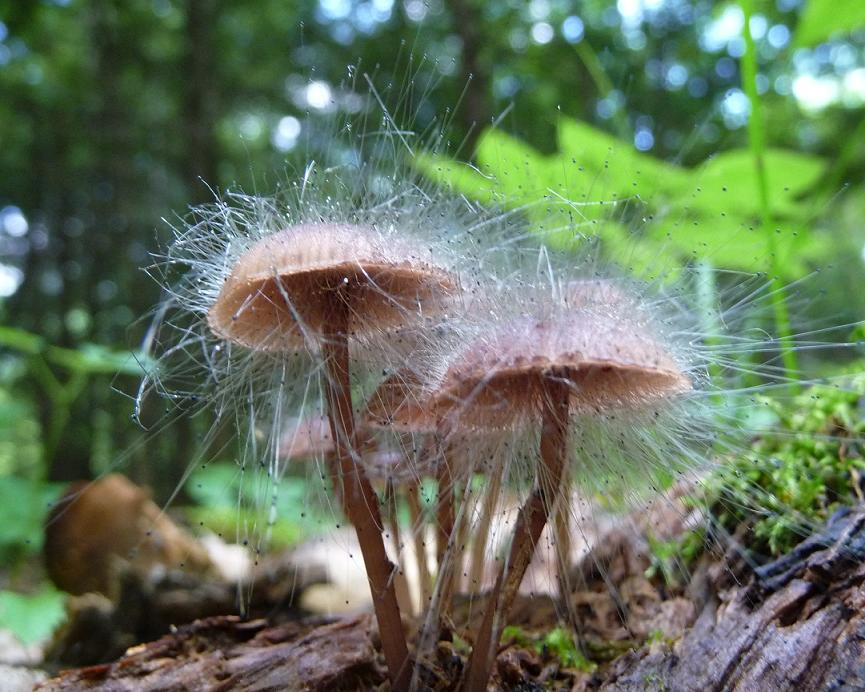
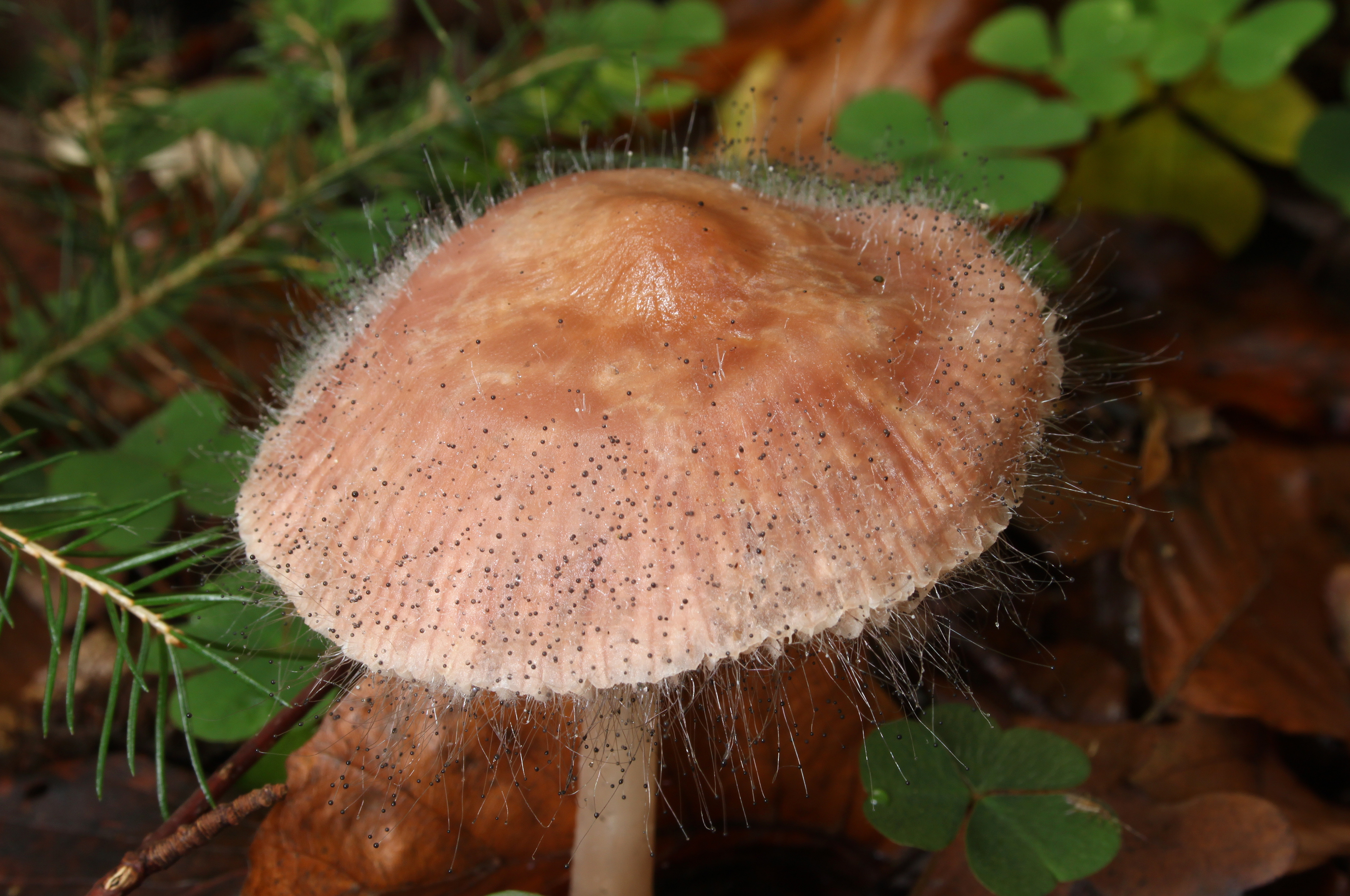
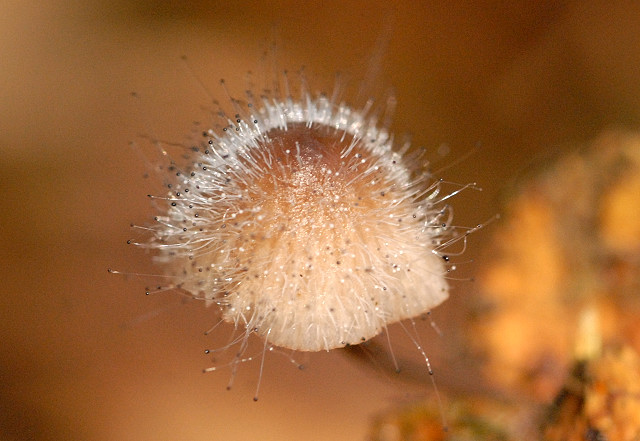
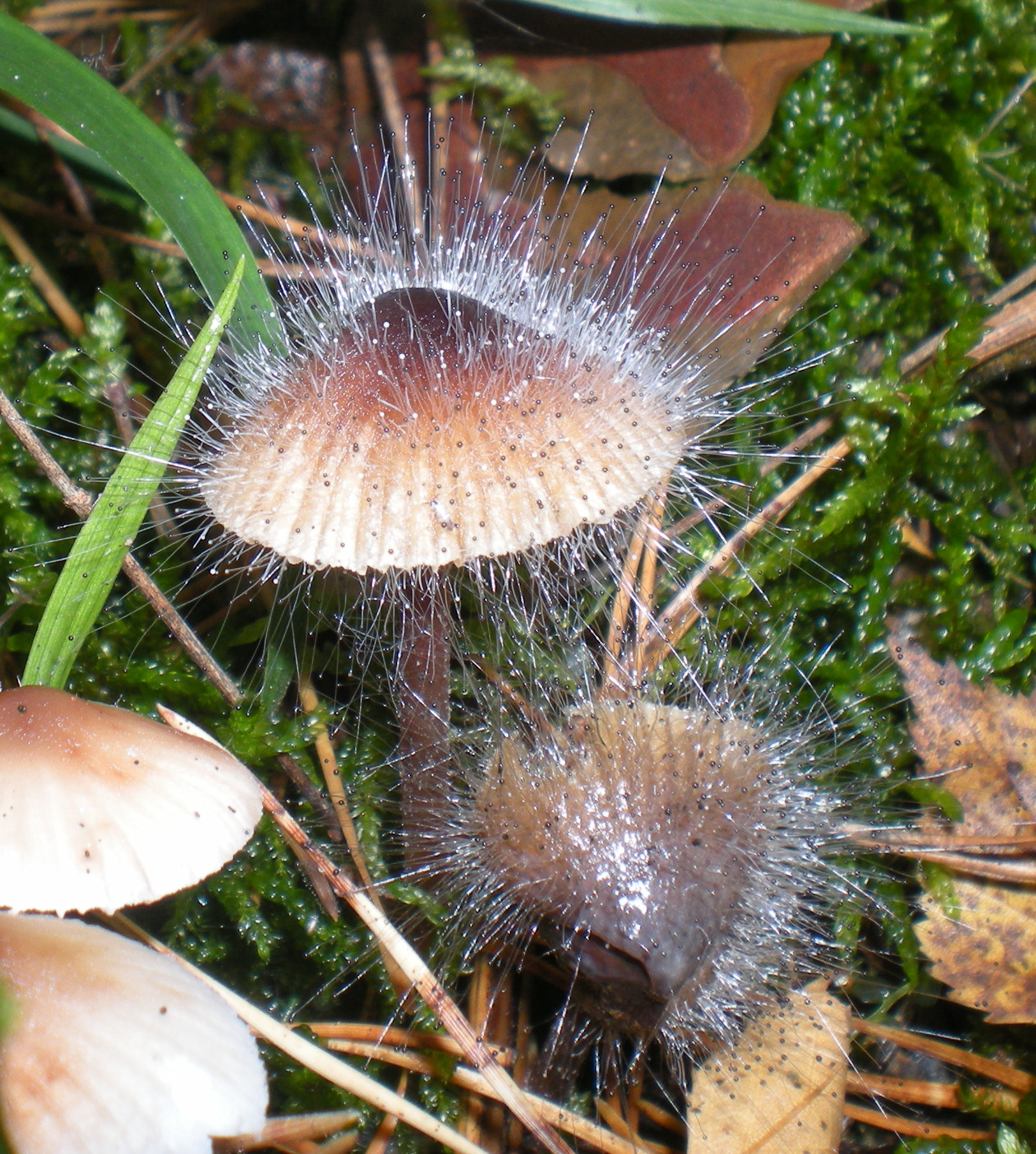
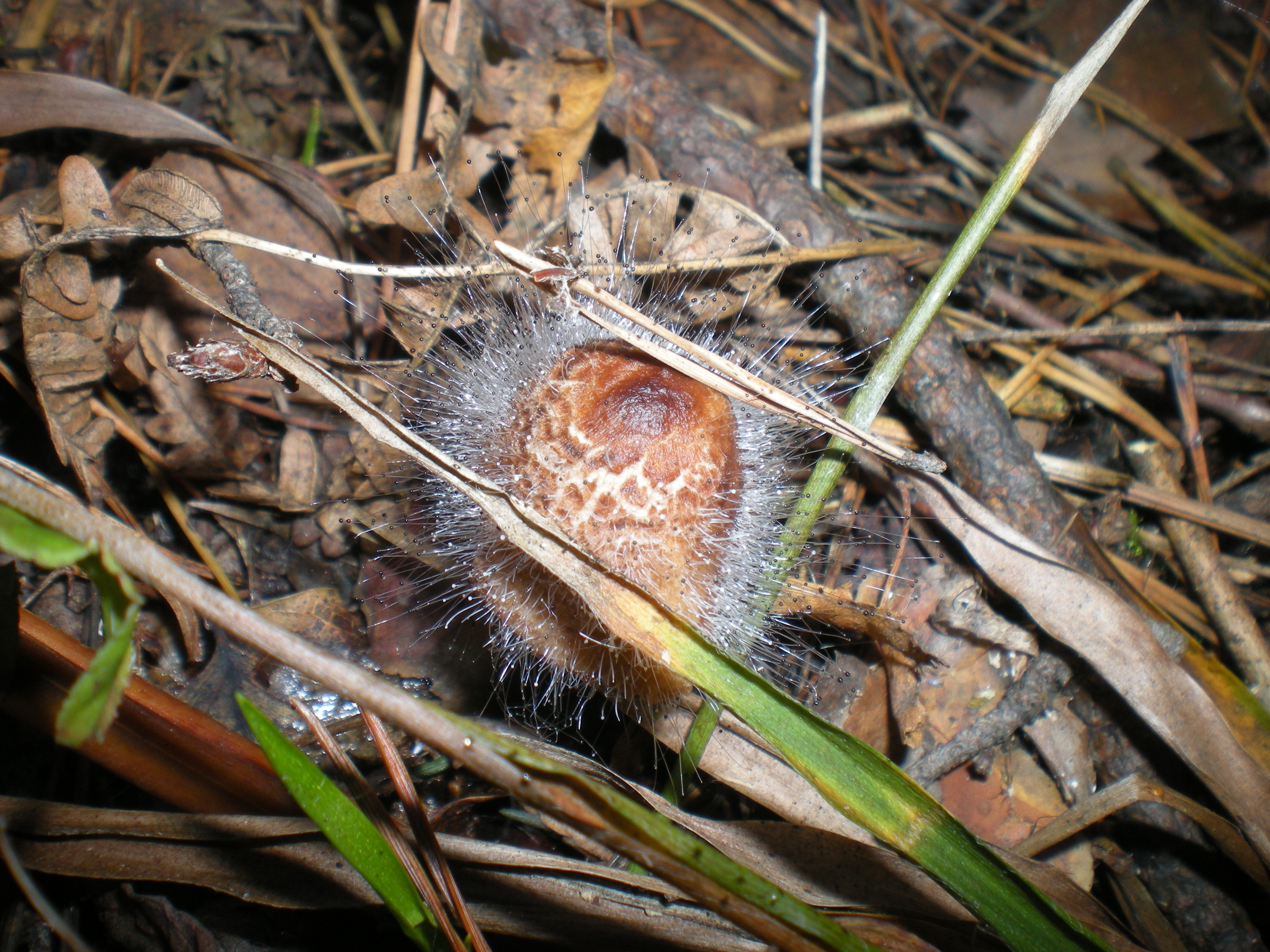